# 아랑콘

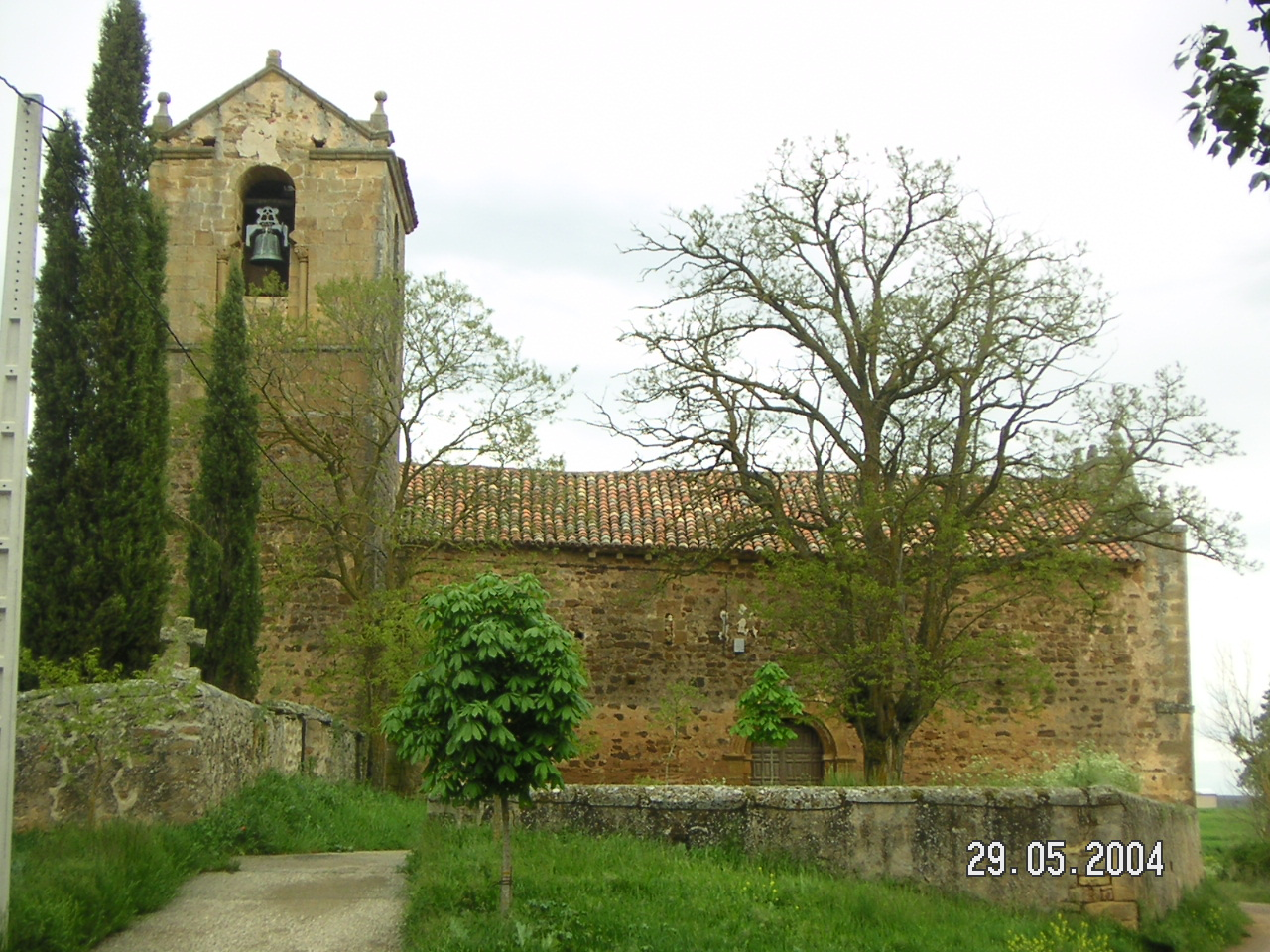

아랑콘(스페인어: Arancón)은 스페인 소리아도의 지방 자치체이다. 엘알무에르소산(El Almuerzo)과 콘세호산(Cencejo)의 산등성이 끝자락에 위치해 있다. 면적은 77.61km2, 인구는 2018년 기준으로 총 85명이며, 인구 밀도는 1.1명/km2이다.

## 경제
밀, 보리, 해바라기를 경작한다. 양 목축과 목장 임대 등을 한다.

## 식물상과 동물상
식물상에는 털가시나무, 리벳, 스텝(steppe), 차(茶), 캐모마일, 라벤더 등이 있다. 야생 동물로는 멧돼지, 붉은사슴, 노루, 토끼 등이 있다.